# 무한원점

무한원점을 추가한 실수선. 평행한 두 직선이 '무한점에서 만난다'(real projective line)고 가정하면 여러 결과를 얻을 수 있다.

무한원점(無限遠點, point at infinity)은 직선이나 평면의 '끝'에 추가하는 가상의 점이다. 새로운 기하 공간 도입, 변환의 '특이점' 제거가 주 동기이다.
아핀 평면에 각 평행선마다 무한원점 하나를 추가하거나(사영 평면), 복소 평면을 무한원점 하나를 추가해 확장하는 것이 그 예이다. 무한원점의 추가는 열린 곡선(면)을 닫히게 만드는 효과가 있다. 미술에서의 소실점과도 관련있는 개념이다.

## 같이 보기
- 0으로 나누기
- 접촉 구조
- 이상점

## 참고 문헌
- 尤承业 (2004년 1월). 《解析几何》. 北京: 北京大学出版社. ISBN 978-7-301-04580-0.